# Tweede Kamerverkiezingen 2012/Kandidatenlijst/Libertarische Partij
Op 7 juli 2012 werd in Utrecht de kandidatenlijst voor de Tweede Kamerverkiezingen 2012 voor de Libertarische Partij vastgesteld.

## De lijst
1. Toine Manders - 2.716
2. Quintus Backhuys - 146
3. Kim Winkelaar - 181
4. Mik Brokke - 32
5. Sujatha de Poel -41
6. Kim Tjoa - 71
7. Harry van Dijken - 69
8. Victor van der Sterren - 86
9. Bart Voorn - 57
10. Marjan Wijbenga - 55
11. Mario Aandewiel - 24
12. René Hartman - 41
13. Herma Beune - 17
14. Henry Sturman - 28
15. Hendrik Brouwer - 20
16. Yernaz Ramautarsing - 32
17. Albert Spits - 32
18. Peter Dijkstra - 26
19. Frans Wijgergangs - 14
20. Ronald Bijl - 37
21. Jeroen van Driel - 13
22. Imre Wessels - 24
23. Henderikus de Poel - 19
24. Lukas Teijema - 8
25. Pallieter Koopmans - 17
26. Peter Beukelman - 13
27. Arthur van der Linden - 14
28. Leendert Ambtman - 12
29. Kader El Oufir - 25
30. Joep van Dijken - 4
31. Rob van Glabbeek - 5
32. Otto Vrijhof - 2
33. Max Nuijens - 5
34. Ron Arends - 23
35. Hein Dauven - 16
36. Luc van der Stegen - 8
37. Karel Knispel - 10
38. Pascal Elsinga - 5
39. Simone Pailer - 24
40. Harry Stulemeijer - 5
41. Anthony Katgert - 35
42. Corné van Straten - 16
43. Marian Aletta Does - 9
44. Peter Croughs - 6
45. Marina Mosink - 16
46. Lennart de Winter - 18
47. Diederik Sakkers - 3
48. Mels de Zeeuw - 21
49. Karel Beckman - 13
50. Frank Karsten - 49

VVD · PvdA · PVV · CDA · SP · D66 · GroenLinks · ChristenUnie · SGP · Partij voor de Dieren · Piratenpartij · MenS · Nederland Lokaal · Libertarische Partij · DPK · 50PLUS · LibDem · Anti Europa Partij · SOPN · PvdT · Politieke Partij NXD
1994 · 2012 · 2017 · 2021 · 2023